# Мальта на пісенному конкурсі Євробачення
Мальта бере участь у конкурсі Євробаченні з 1971 року.

## Історія
На перших спробах Мальта не мала успіху в конкурсі та припиняє участь після 1975 року. Повернувшись на конкурс в 1991 році, Мальта добилася восьми поспіль влучень у десятку найкращих; 2002 та 2005 року представники Мальти посідали друге місце. В останні роки результати Мальти помітно погіршилися: 2006 року вона посідає останнє місце, а 2007, 2008, 2010 року не може пройти до фіналу.
Попри такі суперечливі результати, Мальта є найуспішнішою з тих країн, що ніколи не перемагали в конкурсі: вона двічі була другою та двічі — третьою.

## Учасники Євробачення від Мальти

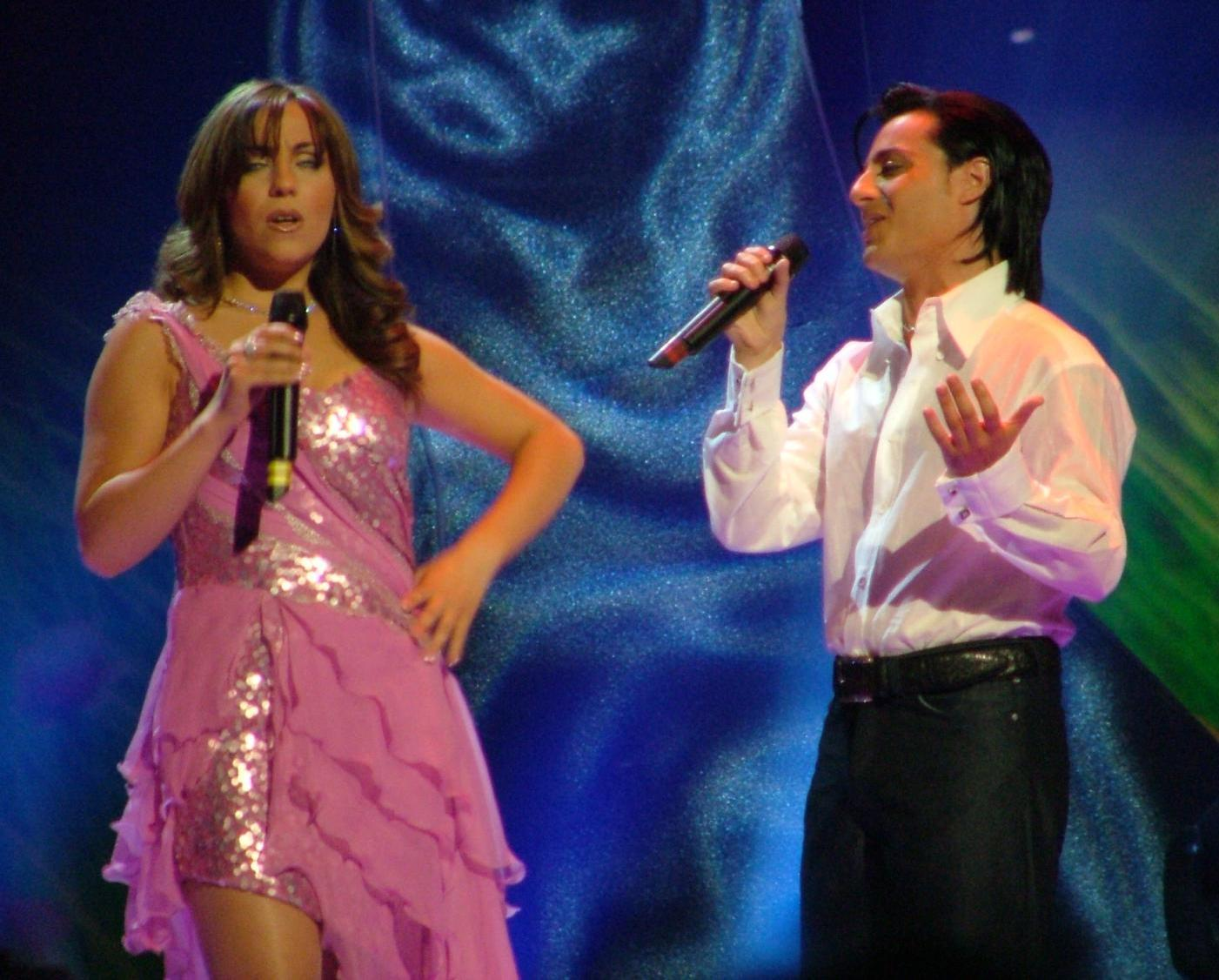
Джулі та Людвіґ виконують пісню «On Again... Off Again» у Стамбулі (2004)

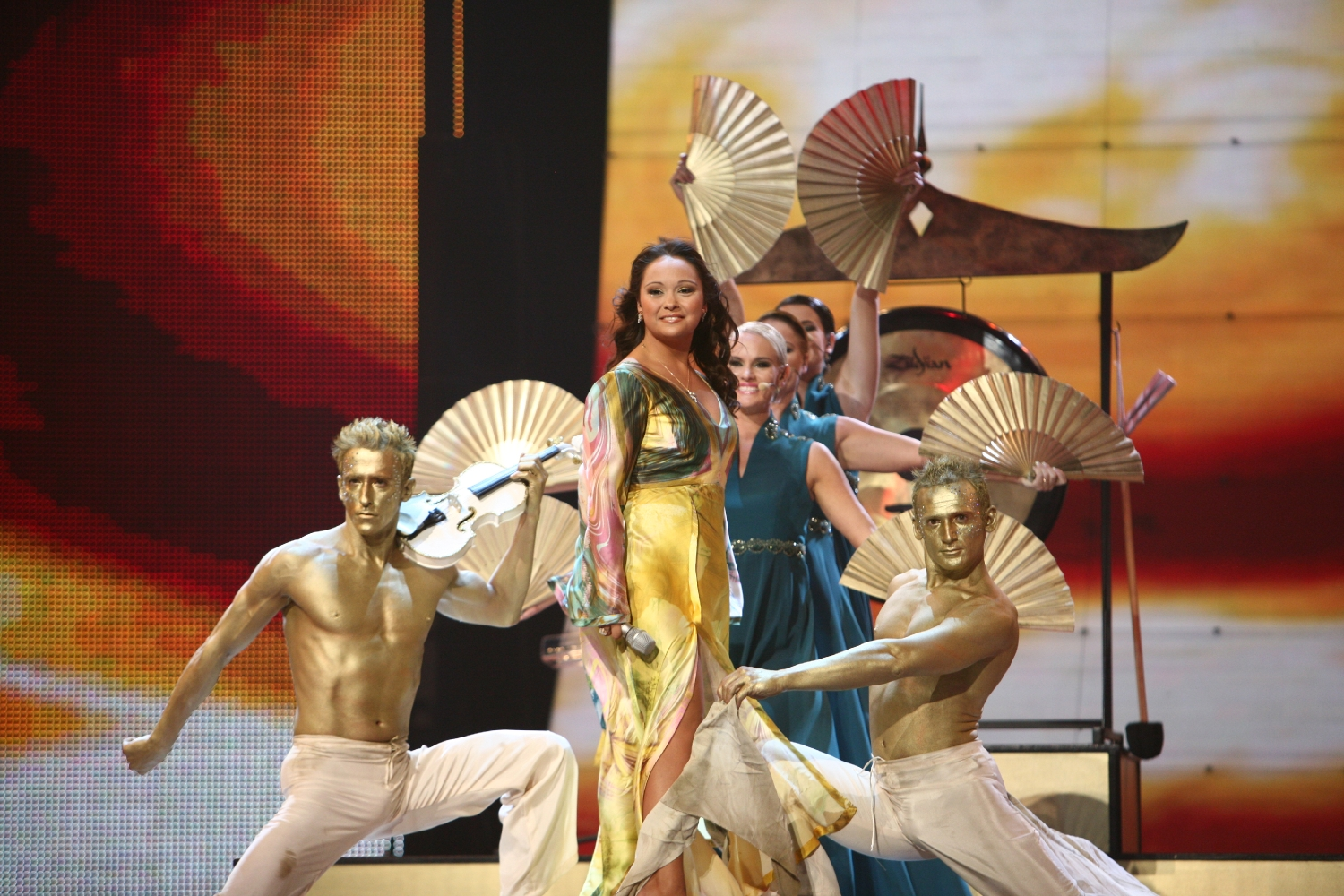
Олівія Льюїс виконує пісню «Vertigo» у Гельсінкі(2007)

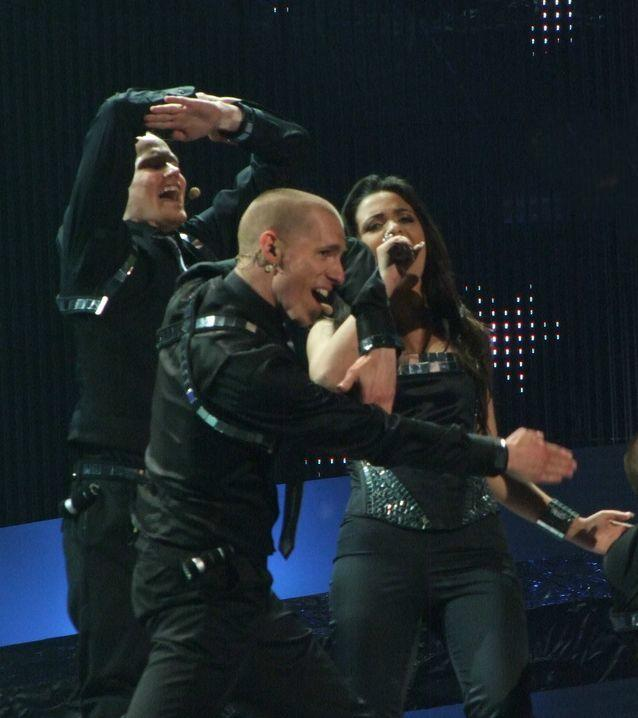
Морена виконує пісню «Vodka» у Белграді (2008)

Умовні позначення
     Переможець
     Друге місце
     Третє місце
     Четверте місце
     П'яте місце
     Останнє місце
     Автоматичний фіналіст
     Не пройшла до фіналу
     Участь скасовано
     Не брала участі
| Рік                               | Артист                        | Пісня                 | Фінал                              | Очок                               | Півфінал                           | Очок                               |
| --------------------------------- | ----------------------------- | --------------------- | ---------------------------------- | ---------------------------------- | ---------------------------------- | ---------------------------------- |
| 1971                              | Джо Ґрех                      | Marija l-Maltija      | 18                                 | 52                                 |                                    |                                    |
| 1972                              | Гелен та Джозеф               | L-imħabba             | 18                                 | 48                                 |                                    |                                    |
| Не брали участь у 1973—1974 роках |                               |                       |                                    |                                    |                                    |                                    |
| 1975                              | Renato                        | Singing this song     | 12                                 | 32                                 |                                    |                                    |
| Не брала участь у 1976-1990 роках |                               |                       |                                    |                                    |                                    |                                    |
| 1991                              | Paul Giordimaina and Georgina | Could it be           | 6                                  | 106                                |                                    |                                    |
| 1992                              | Мері Спітері                  | Little child          | 3                                  | 123                                |                                    |                                    |
| 1993                              | Вільям Манґіон                | This time             | 8                                  | 69                                 |                                    |                                    |
| 1994                              | Кріс і Мойра                  | More than love        | 5                                  | 97                                 |                                    |                                    |
| 1995                              | Майк Спітері                  | Keep me in mind       | 10                                 | 76                                 |                                    |                                    |
| 1996                              | Маріам Крістіан               | In a woman’s heart    | 10                                 | 68                                 |                                    |                                    |
| 1997                              | Debbie Scerri                 | Let me fly            | 9                                  | 66                                 |                                    |                                    |
| 1998                              | К'яра Сіракуса                | The one that I love   | 3                                  | 165                                |                                    |                                    |
| 1999                              | Times Three                   | Believe 'n Peace      | 15                                 | 32                                 |                                    |                                    |
| 2000                              | Claudette Pace                | Desire                | 8                                  | 73                                 |                                    |                                    |
| 2001                              | Фабріцціо Фаніелло            | Another summer night  | 9                                  | 48                                 |                                    |                                    |
| 2002                              | Іра Лоско                     | 7th Wonder            | 2                                  | 164                                |                                    |                                    |
| 2003                              | Lynn Chircop                  | To dream again        | 25                                 | 4                                  |                                    |                                    |
| 2004                              | Джулі та Людвіґ               | On Again… Off Again   | 12                                 | 50                                 | 8                                  | 74                                 |
| 2005                              | К'яра Сіракуса                | Angel                 | 2                                  | 192                                | -                                  | -                                  |
| 2006                              | Fabrizio Faniello             | I Do                  | 24                                 | 1                                  | -                                  | -                                  |
| 2007                              | Олівія Льюїс                  | Vertigo               | Не вдалося кваліфікуватися         | Не вдалося кваліфікуватися         | 25                                 | 15                                 |
| 2008                              | Морена                        | Vodka                 | Не вдалося кваліфікуватися         | Не вдалося кваліфікуватися         | 14                                 | 38                                 |
| 2009                              | К'яра Сіракуса                | What If We            | 22                                 | 31                                 | 6                                  | 86                                 |
| 2010                              | Теа Гарретт                   | My Dream              | Не вдалося кваліфікуватися         | Не вдалося кваліфікуватися         | 12                                 | 45                                 |
| 2011                              | Глен Велла                    | One Life              | Не вдалося кваліфікуватися         | Не вдалося кваліфікуватися         | 11                                 | 54                                 |
| 2012                              | Курт Каллея                   | This Is the Night     | 21                                 | 41                                 | 7                                  | 70                                 |
| 2013                              | Джанлука Беззіна              | Tomorrow              | 8                                  | 120                                | 4                                  | 118                                |
| 2014                              | Firelight                     | Coming Home           | 23                                 | 32                                 | 9                                  | 63                                 |
| 2015                              | Ембер                         | Warrior               | Не вдалося кваліфікуватися         | Не вдалося кваліфікуватися         | 11                                 | 43                                 |
| 2016                              | Іра Лоско                     | Walk on Water         | 12                                 | 153                                | 3                                  | 209                                |
| 2017                              | Клаудія Феніелло              | Breathlessly          | Не вдалося кваліфікуватися         | Не вдалося кваліфікуватися         | 16                                 | 56                                 |
| 2018                              | Крістабель                    | Taboo                 | Не вдалося кваліфікуватися         | Не вдалося кваліфікуватися         | 13                                 | 101                                |
| 2019                              | Мікела Пач                    | Chameleon             | 16                                 | 95                                 | 8                                  | 157                                |
| 2020                              | Дестіні Чукуньєре             | All of My Love        | Конкурс скасовано через COVID-19 X | Конкурс скасовано через COVID-19 X | Конкурс скасовано через COVID-19 X | Конкурс скасовано через COVID-19 X |
| 2021                              | Дестіні Чукуньєре             | Je me casse           | 7                                  | 255                                | 1                                  | 325                                |
| 2022                              | Емма Мускат                   | I Am What I Am        | Не вдалося кваліфікуватися         | Не вдалося кваліфікуватися         | 16                                 | 47                                 |
| 2023                              | The Busker                    | Dance (Our Own Party) | Не вдалося кваліфікуватися         | Не вдалося кваліфікуватися         | 15                                 | 3                                  |
| 2024                              | Сара Боннічі                  | Loop                  | Не вдалося кваліфікуватися         | Не вдалося кваліфікуватися         | 16                                 | 13                                 |
| 2025                              | Міріана Конте                 | Serving               | 17                                 | 91                                 | 9                                  | 53                                 |

## Нагороди
Премія Марселя Безансона
| Рік  | Країна | Категорія  | Пісня   | Виконавець     | Результат | Бали | Місце проведення |
| ---- | ------ | ---------- | ------- | -------------- | --------- | ---- | ---------------- |
| 2005 | Мальта | Приз преси | «Angel» | К'яра Сіракуса | 2         | 192  | Київ             |

Премія Барбари Декс
| Рік  | Країна | Виконавець    | Пісня        | Місце | Місто проведення |
| ---- | ------ | ------------- | ------------ | ----- | ---------------- |
| 1997 | Мальта | Debbie Scerri | "Let Me Fly" | 9     | Дублін           |

## Статистика голосувань (1975-2011)
Мальта віддала найбільше очок:
| Місце | Країна          | Очок |
| ----- | --------------- | ---- |
| 1     | Велика Британія | 106  |
| 2     | Греція          | 81   |
| 3     | Швеція          | 77   |
| 4     | Ірландія        | 74   |
| 5     | Хорватія        | 62   |

Мальта отримала найбільше очок від:
| Місце | Країна          | Очок |
| ----- | --------------- | ---- |
| 1     | Ірландія        | 84   |
| 2     | Хорватія        | 82   |
| 3     | Туреччина       | 76   |
| 4     | Велика Британія | 72   |
| 5     | Іспанія         | 70   |